# Hochschule der Bayerischen Wirtschaft

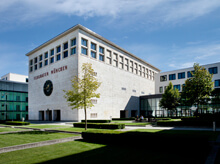
Außenansicht der HDBW in München - im historischen Gebäudekomplex der Wappenhalle des früheren Münchner Flughafens in Riem

Die Hochschule der Bayerischen Wirtschaft (HDBW) ist eine private, staatlich anerkannte Hochschule für Wirtschaft und Technik ohne Promotionsrecht. Träger ist das Bildungswerk der Bayerischen Wirtschaft (bbw). Der Hochschulcampus befindet sich in München-Riem.

## Konzept
Das Studium an der HDBW ist praxisorientiert in enger Kooperation mit bayerischen und internationalen Unternehmen. Studierende können Bachelor- und Master-Studiengänge in den Bereichen Betriebswirtschaft, Wirtschaftsingenieurwesen, Wirtschaftsinformatik, Maschinenbau und im Bereich der Digitalisierung absolvieren. Neben dem klassischen Vollzeit-Studium gibt es berufsbegleitende sowie duale Studienangebote. Die Auswahl von drei Studienzeitmodellen im Bachelor und von zwei Studienzeitmodellen im Master ist möglich. Die Praxisausbildung für die technischen Studiengänge findet in den Laboren von Kooperationspartnern der HDBW statt.

## Studiengänge und Schwerpunkte

### Betriebswirtschaft
(Bachelor of Arts) mit den Schwerpunkten:
- Business Analyst
- Finance & Risk Management
- Internationales Management
- Nachhaltigkeitsmanagement
- Online Marketing
- Personal und Organisation
- Technischer Vertrieb und Marketing
- Wirtschaftsprüfung und Steuern

### Wirtschaftsingenieurwesen
(Bachelor of Engineering) mit den Schwerpunkten:
- Business Analyst
- Energie- und Umweltmanagement
- Logistik und Supply Chain Management
- Nachhaltigkeitsmanagement
- Technischer Vertrieb & Marketing
- Smarte Produktion und Produktionsmanagement

### Wirtschaftsinformatik/Business Intelligence
(Bachelor of Science) mit den Schwerpunkten:
- Betriebliche Anwendungssysteme
- Data Science
- Digitale Technologien
- eBusiness & eCommerce
- Mobile & Cloudlösungen

### Maschinenbau
(Bachelor of Engineering) mit den Schwerpunkten:
- Energie- und Umweltmanagement
- Digitale Produktentwicklung
- Mechatronik
- Smart Production

### Masterstudiengänge im Bereich der Digitalisierung
- Digital Business Modelling and Entrepreneurship - Englischsprachiger Master of Arts
- Digitale Fabrik und Operational Excellence - Englischsprachiger Master of Science
- Cyber Security - Englischsprachiger Master of Science
- Digitale Technologien - Master of Engineering